# Sectietarief
Sectietarief was de benaming voor een tariefvorm van het openbaar vervoer in Nederland dat in het streekvervoer werd gebruikt tot de komst van de strippenkaart in 1980. In tegenstelling tot het eenheidstarief dat bij het stadsvervoer werd gebruikt, was er bij het sectietarief, net als bij het kilometertarief en het zonetarief, een relatie tussen de prijs van het kaartje en de afgelegde afstand.
De meeste streekbuslijnen waren hierbij in een aantal secties onderverdeeld en naargelang men door een of meer secties reisde, was men een bepaalde ritprijs verschuldigd. De buschauffeurs hadden voor afgifte van het kaartje hiervoor de beschikking over een becksonapparaat.
In tegenstelling tot het zonetarief kende het sectietarief ook retourtjes die de gehele dag voor de terugreis konden worden gebruikt en niet zo als bij het zonetarief aan tijd gebonden waren.